# Tour d'Égypte
Le Tour cycliste d'Égypte est une épreuve cycliste par étapes organisée en Égypte. Elle est ouverte aux professionnels depuis 1997. L'épreuve fait partie de l'UCI Africa Tour, mais n'est pas organisée entre 2010 et 2014, ni entre 2017 et 2018.

## Histoire
Le Tour d'Égypte est une des plus anciennes courses cyclistes qui ait été organisée par un pays indépendant d'Afrique. Sa première édition a lieu officiellement en 1954. 
En février 1954, le lieutenant colonel Gamal Abdel Nasser prend le pouvoir. Le Tour d'Égypte peut apparaître comme une appropriation symbolique de l'espace national par le peuple égyptien. Il acquiert une certaine audience internationale grâce à la participation des coureurs des Pays de l'Est européen et de l'URSS. Cette participation entre dans le cadre des échanges diplomatiques, économiques  et culturels établis entre le pouvoir égyptien et le bloc des "pays socialistes" qui soutient sa volonté d'indépendance nationale. Les deux premiers vainqueurs de ce Tour d'Égypte reconstruit ne proviennent cependant pas des Démocraties populaires : René Van Meenen est belge, il gagne la course en 1954. L'année suivante c'est un ressortissant du Danemark, Hans Andresen qui l'emporte. Organisé annuellement  jusqu'en 1962, il enregistre 3 victoires de coureurs d'Allemagne de l'Est, et une victoire pour l'URSS, la Pologne et la Bulgarie.
La course n'est plus disputée pendant 13 ans, puis connaît des interruptions jusqu'à ce qu'elle semble stabilisée à partir de 1999. Cette année 1999, c'est la première victoire d'un coureur égyptien. Cependant en 2010 la course n'est pas organisée. 

## Le Tour d'Égypte et la philatélie
Un des moyens de promouvoir cette compétition est le recours à l'émission de timbres-poste. En 1957, pays "ami" de la nouvelle Égypte, la Bulgarie, dont un ressortissant, Nentcho Christov, a triomphé dans l'épreuve égyptienne l'année précédente, émet deux timbres célébrant le quatrième Tour d'Égypte. L'illustration représente trois coureurs en plein effort dans un paysage de Pyramides. En 1958, c'est l'administration postale égyptienne qui fait paraître un timbre-poste à l'occasion du cinquième Tour d'Égypte, ainsi que le mentionne le texte  bilingue anglais-arabe :  V. Int. Cycle Racing. 
Il est assez rare qu'une compétition, hors les Jeux olympiques, suscite une telle production dès ses premières années d'existence.

## Palmarès
| Année                  | Vainqueur              | Deuxième             | Troisième               |
| ---------------------- | ---------------------- | -------------------- | ----------------------- |
| 1951                   | Mieczysław Wilczewski  |                      |                         |
| 1952-1953 Pas organisé |                        |                      |                         |
| 1954                   | René Van Meenen        | Emiel Van Cauter     | Ted Gerrard             |
| 1955                   | Hans Edmund Andresen   | Boyan Kotsev         | Shelzy Shingally        |
| 1956                   | Nentcho Christov       | Boyan Kotsev         | Marian Więckowski       |
| 1957                   | Werner Malitz          | Horst Tüller         | Stoyan Georgiev Demirev |
| 1958                   | Anatoli Olizarenko     | Alexeï Petrov        | Boyan Kotsev            |
| 1959                   | Gerhard Löffler        | Alexeï Petrov        | Nikolaï Etschenko       |
| 1960                   | Kurt Müller            | Manfred Brüning      | Wolfgang Braune         |
| 1961                   | Andrzej Piechaczek     | Alexandre Kulibin    | Klaus Kellermann        |
| 1962                   | Lothar Appler          | Joze Sebenik         | Gottfried Frank         |
| 1963-1974 Pas organisé |                        |                      |                         |
| 1975                   | Urs Dietschi           | Bruno Keller         | S. Al Atawi             |
| 1976                   | Urs Dietschi           | Erol Küçükbakırcı    | Yusuf Ecevit            |
| 1977-1978 Pas organisé |                        |                      |                         |
| 1979                   | Ryszard Szurkowski     |                      |                         |
| 1980-1985 Pas organisé |                        |                      |                         |
| 1986                   | Gintautas Umaras       | Vassili Schpundov    | Marat Ganeïev           |
| 1987-1995 Pas organisé |                        |                      |                         |
| 1996                   | Yuri Sinoukov          | Valeri Makarian      | Olivier Martinez        |
| 1997                   | Sergei Sinoukov        | Alexander Arakelian  | Leonid Timchenko        |
| 1998                   | Vadim Kravchenko       | Miloslav Kejval      | Serguei Lavrenenko      |
| 1999                   | Amr Elnady             | Mohamed Abdel Fattah | Ahmed Mohamed Khaled    |
| 2000                   | Remigius Lupeikis      | Mikoš Rnjaković      | Piotr Wadecki           |
| 2001                   | Amr Elnady             | Mohamed Abdel Fattah | Vadim Kravchenko        |
| 2002                   | Radovan Husár          | Ahmed Rashad         | Vadim Kravchenko        |
| 2003                   | Tiaan Kannemeyer       | Maroš Kováč          | Ján Šipeky              |
| 2004                   | Maroš Kováč            | Sergey Tretyakov     | Pavel Nevdakh           |
| 2005                   | Sergey Tretyakov       | Serguei Lavrenenko   | Bachtijar Mamirow       |
| 2006                   | Ilya Chernyshov        | Shaun Davel          | Valeriy Dmitriyev       |
| 2007                   | Waylon Woolcock        | Ján Šipeky           | Daniel Spence           |
| 2008                   | Jay Robert Thomson     | Ayman Ben Hassine    | Pavel Nevdakh           |
| 2009                   | Christoph Springer     | Amr Mahmoud          | Mastafa Güler           |
| 2010-2014 Pas organisé |                        |                      |                         |
| 2015                   | Francisco Mancebo      | Soufiane Haddi       | Andrea Palini           |
| 2016                   | Mounir Makhchoun       | Adne van Engelen     | Pascal Aandewiel        |
| 2016-2018 Pas organisé |                        |                      |                         |
| 2019                   | Polychrónis Tzortzákis | Yousif Mirza         | Igor Silva              |